# Andreas Creusen
Andreas Creusen (né à Maastricht vers 1591 mort à Bruxelles le 8 novembre 1666) est un ecclésiastique qui fut  évêque de Ruremonde  de 1651 à 1656 puis archevêque de Malines de 1656 à 1666.

## Biographie
- Notices d'autorité :   - VIAF
  - ISNI
  - IdRef
  - LCCN
  - GND
  - WorldCat
- Ressource relative à la religion :   - Catholic Hierarchy
- Notice dans un dictionnaire ou une encyclopédie généraliste :   - Biografisch Portaal van Nederland